# 아가그저빌
아가그저빌(Gerbillus agag)은 황무지쥐아과에 속하는 설치류의 일종이다. 주로 모리타니 남부와 나이지리아 북부, 수단에 분포한다. 자연 서식지는 사막 기후 지역이다.